# Астон Мартин Ф1 тим
Астон Мартин је британски произвођач аутомобила који је учествовао у Формули 1 у различитим облицима. Компанија је први пут учествовала у Формули 1 током сезоне 1959. године, где су дебитовали у шасији ДБР4 користећи сопствени мотор, али није успела да освоји ниједан поен. Они су наставили са лошим перформансама кроз сезону 1960, поново нису успели да освоје ниједан поен. Као резултат тога, Астон Мартин је одлучио да напусти Формулу 1 након 1960.
Комерцијално ребрендирање тима Рејсинг појнт Ф1 довело је до тога да се тим преименује у Астон Мартин 2021. године, иако се такмичи са погонским јединицама Мерцедеса. Тим у власништву Ловренса Строла, а Себастијан Фетел и Ланс Строл су им главни возачи.

## Историја

### Давид Браун Корпорација (1959–1960)
Астон Мартин је први пут ушао у Формулу 1 са ДБР4, својим првим тркачким аутомобилом на отвореним точковима. ДБР4 је први пут направљен и тестиран 1957. године, али је у Формули 1 дебитовао тек 1959. Ово кашњење је узроковано тиме што је компанија дала приоритет развоју спортског аутомобила ДБР1, који је победио на 24 сата Ле Мана 1959. године. Првим дебијем ДБР4 на светском првенству на Великој награди Холандије, он је постао застарео и борио се за темпо против својих конкурената, при чему су се Керол Шелби и Рои Салвадори квалификовали на 10., односно 13. место од 15. Салвадори се повукао из трке у раним круговима због квара на мотору, а Шелбијев аутомобил је доживео исту судбину касније у трци.
Следећи улазак тима дошао је на Велику награду Велике Британије где је Салвадори изненадио пласманом на друго место. Рано у трци, један од Шелбијевих магнета за паљење није успео, што је нарушило темпо његовог аутомобила. Други магнет није успео касно у трци, због чега се повукао. Салвадори је остао на 6. месту,али замало да узме бодове. На Великој награди Португалије оба аутомобила су избегла проблеме до 6. и 8. места, али ипак нису успела да освоје бодове. Последњи улазак Астон Мартина у сезону била је Велика награда Италије где су се оба аутомобила наставила борити, квалификујући се само за 17. и 19. Током трке, Салвадори је био чак 7. пре него што је доживео квар мотора, док је Шелби дошло кући на завршеном 10. месту. Аутомобилу његових ривала су били значајно застарели и нису успели да освоје ниједан поен.
Астон Мартин је направио ДБР5 за такмичење у сезони 1960. године. ДБР5 је био заснован на свом претходнику, али је био лакши и имао је независну суспензију. Међутим, аутомобил је имао тежак мотор напред и редовно су га надмашивали уобичајенији аутомобил са задњим мотором. Тим је први у сезони дошао на Велику награду Холандије, али ДБР5 још није био спреман за такмичење. Као резултат тога, само Салвадори је ушао у трку, управљајући резервним ДБР4. Могао је да се квалификује само на 18. Упркос томе што им је дозвољено да започну трку, организатори трке су Астон Мартину рекли да неће бити у плаћени. Тим је стога одбио да започне трку. ДБР5 су били спремни за следећу трку тима у Британији, уз учешће Салвадорија и Маурицја Тринтигнанта. Салвадори се повукао из трке са проблемима у управљању, а Тринтигнант је могао да заврши само 11., пет кругова иза лидера.
Након овог низа лоших резултата, са тимом који није успео да освоји ниједан шампионски бод, Астон Мартин је након Велике награде Велике Британије у потпуности напустио Формулу 1 да би се усредсредио на трке спортских аутомобила.

### Потенцијални повратак и спонзорство (2008, 2010, 2016–2020)
2006. Давид Ричардс, који води конзорцијум који је власник Астон Мартина, и његова технолошка фирма Продрајв добили су место потенцијалног учесника за Светско првенство у Формули 1 2008. Након спекулација о повратку у Астон Мартин  у Ф1, Ричардс је јасно ставио до знања да Астон Мартин има дуг пут док не буде спреман за тим Ф1. Он је веровао да је пут до конкурентности партнерство са постојећим тимом, уместо да се успостави нови тим са Астон Мартином и Продривеом. 2009. године Ричардс је поново најавио своју намеру да се 2010. врати у Формулу 1 са могућношћу коришћења имена Астон Мартин, међутим то се није остварило. Између 2016. и 2020. Астон Мартин је био спонзор Ред Бул Рејсинг -а, а као главни спонзор тима између 2018. и 2020. године.

### Астон Мартин Ф1 тим (2021–)
У јануару 2020., улагање од власника Рејсинг Појнта Ловренса Строла у Астон Мартин је било куповина од 16,7 посто удела у компанији. Ово је резултирало комерцијалним ребрендирањем Рејсинг Појнт Ф1 тима у Астон Мартин Ф1 тим за сезону 2021. Тим се такмичи са погонским јединицама Мерцедес, што ради под различитим називима од 2009. Серхио Перез је био под уговором да вози за њих до 2022. године, али га је у шампионату за 2021. године заменио четвороструки светски шампион Себастијан Фетел, који је претходно возио у Ферарију. Когнизант је насловни главни тима. Тим има седиште у Силверстону, са новим објектом од 37.000м2 који ће бити оперативан до 2023. Објекат ће се налазити директно насупрот стазе Силверстон на 29 хектара земље на фарми Личлејк. Астон Мартин је шести различити конструктор који прави базу поред Силверстона од 1991. године. Фетел је освојио прво постоље за Астон Мартин завршивши други на Великој награди Азербејџана. У јуну 2021. године, директор тима Отмар Шафнауер потврдио је да ће тим проширити своју радну снагу са 535 на 800 запослених. У септембру 2021. године, Астон Мартин је потврдио да ће се такмичити 2022. са својим тренутним саставом возача. У јануару 2022, директор тима Отмар Шафнауер је отишао након што је провео 12 година у тиму. Мајк Крек, који је раније радио у БМВ и Порше моторспорт тимовима, најављен је за његову замену истог месеца. У фебруару 2022, Арамко је најављен као заједнички главни спонзор тима након што је обезбедио дугорочни уговор о партнерству.

## Резултати у Формули 1

### 1959–1960
| Година  | Шасија | Мотор                | Гуме | Возачи                | 1   | 2   | 3   | 4   | 5   | 6   | 7   | 8   | 9   | 10  | Поени | Шк |
| ------- | ------ | -------------------- | ---- | --------------------- | --- | --- | --- | --- | --- | --- | --- | --- | --- | --- | ----- | -- |
| 1959    | DBR4   | Астон Мартин РБ6 2.5 | A D  |                       | MOН | 500 | ХОЛ | ФРА | БРИ | НЕМ | ПОР | ИТА | САД |     | 0     | НК |
| 1959    | DBR4   | Астон Мартин РБ6 2.5 | A D  | Рој Салвадори         |     |     | Оду |     | 6.  |     | 6.  | Оду |     |     | 0     | НК |
| 1959    | DBR4   | Астон Мартин РБ6 2.5 | A D  | Керол Шелби           |     |     | Оду |     | Оду |     | 8.  | 10. |     |     | 0     | НК |
| 1960    | DBR4   | Астон Мартин РБ6 2.5 | D    |                       | АРГ | MOН | 500 | ХОЛ | БЕЛ | ФРА | БРИ | ПОР | ИТА | САД | 0     | НК |
| 1960    | DBR4   | Астон Мартин РБ6 2.5 | D    | Рој Салвадори         |     |     |     | НК  |     |     |     |     |     |     | 0     | НК |
| 1960    | DBR5   | Астон Мартин РБ6 2.5 | D    | Рој Салвадори         |     |     |     |     |     |     | Оду |     |     |     | 0     | НК |
| 1960    | DBR5   | Астон Мартин РБ6 2.5 | D    | Маурицијe Тринтигнант |     |     |     |     |     |     | 11. |     |     |     | 0     | НК |
| Извори: |        |                      |      |                       |     |     |     |     |     |     |     |     |     |     |       |    |

### 2021–тренутно
| Година  | Шасија | Мотор          | Возачи           | 1   | 2    | 3   | 4   | 5   | 6   | 7   | 8   | 9    | 10  | 11  | 12   | 13  | 14  | 15  | 16  | 17  | 18  | 19  | 20  | 21  | 22  | Поени | Шк  |
| ------- | ------ | -------------- | ---------------- | --- | ---- | --- | --- | --- | --- | --- | --- | ---- | --- | --- | ---- | --- | --- | --- | --- | --- | --- | --- | --- | --- | --- | ----- | --- |
| 2021    | AMR21  | Мерцедес M12 E |                  | БАХ | ЕМИ  | ПОР | ШПА | МОН | АЗЕ | ФРА | ШТА | АУТ  | ВБР | МАЂ | БЕЛ‡ | ХОЛ | ИТА | РУС | ТУР | САД | МЕК | БРА | КАТ | САУ | АБУ | 37    | 7.  |
| 2021    | AMR21  | Мерцедес M12 E | Себастија Фетел  | 15. | 15.† | 13. | 13. | 5.  | 2.  | 9.  | 12. | 17.† | Оду | ДИС | 5.   | 13. | 12. | 12. | 18. | 10. | 7.  | 11. | 10. | Оду | 11. | 37    | 7.  |
| 2021    | AMR21  | Мерцедес M12 E | Ланс Строл       | 10. | 8.   | 14. | 11. | 8.  | Оду | 10. | 8.  | 13.  | 8.  | Оду | 20.  | 12. | 7.  | 11. | 9.  | 12. | 14. | Оду | 6.  | 11. | 13. | 37    | 7.  |
| 2022    | AMR22  | Мерцедес M13 E |                  | БАХ | САУ  | АУС | ЕМИ | МАЈ | ШПА | МОН | АЗЕ | КАН  | ВБР | АУТ | ФРА  | МАЂ | БЕЛ | ХОЛ | ИТА | СИН | ЈАП | САД | МЕК | БРА | АБУ | 37*   | 7.* |
| 2022    | AMR22  | Мерцедес M13 E | Себастијан Фетел |     |      | Оду | 8.  | 17. | 11. | 10. | 6.  | 12.  | 9.  | 17. | 11.  | 10. | 8.  | 14. | Оду | 8.  |     |     |     |     |     | 37*   | 7.* |
| 2022    | AMR22  | Мерцедес M13 E | Ланс Строл       | 12. | 13.  | 12. | 10. | 10. | 15. | 14. | 16. | 10.  | 11. | 13. | 10.  | 11. | 11. | 10. | Оду | 6.  |     |     |     |     |     | 37*   | 7.* |
| 2022    | AMR22  | Мерцедес M13 E | Нико Хилкенберг  | 17. | 12.  |     |     |     |     |     |     |      |     |     |      |     |     |     |     |     |     |     |     |     |     | 37*   | 7.* |
| Извори: |        |                |                  |     |      |     |     |     |     |     |     |      |     |     |      |     |     |     |     |     |     |     |     |     |     |       |     |

#### Напомена
- ‡ - Половина бодова додељена као мање од 75% удаљености трке је завршено.
- * - Сезона у току.